# Santo Stefano Maggiore
Die Basilika von Santo Stefano Maggiore ist eine alte Kirche in Mailand. Ursprünglich dem Propheten Zacharias gewidmet, wurde sie im 10. Jahrhundert dem Heiligen Stephanus geweiht. Im Laufe ihrer Geschichte wurden zahlreiche Umbauten, Erweiterungen und Restaurierungsarbeiten durchgeführt.
Sie wird auch Santo Stefano in Brolo (nach dem historischen Namen der Gegend) oder Santo Stefano alla Porta (in Anlehnung an das nicht mehr existierende Ausfallstor von Santo Stefano) genannt.
Seit 1994 hat die Diözese Mailand dort die Generalkaplanei für Migranten eingerichtet. Am 2. Februar 2015 wurde die Seelsorgeeinheit kanonisch in die Pfarrei der Migranten umgewandelt.
Gegenwärtig werden dort heilige Messen in philippinischer sowie in spanischer Sprache für die in Mailand lebenden Gläubigen aus diesen Ländern gefeiert.

## Geschichte und Beschreibung

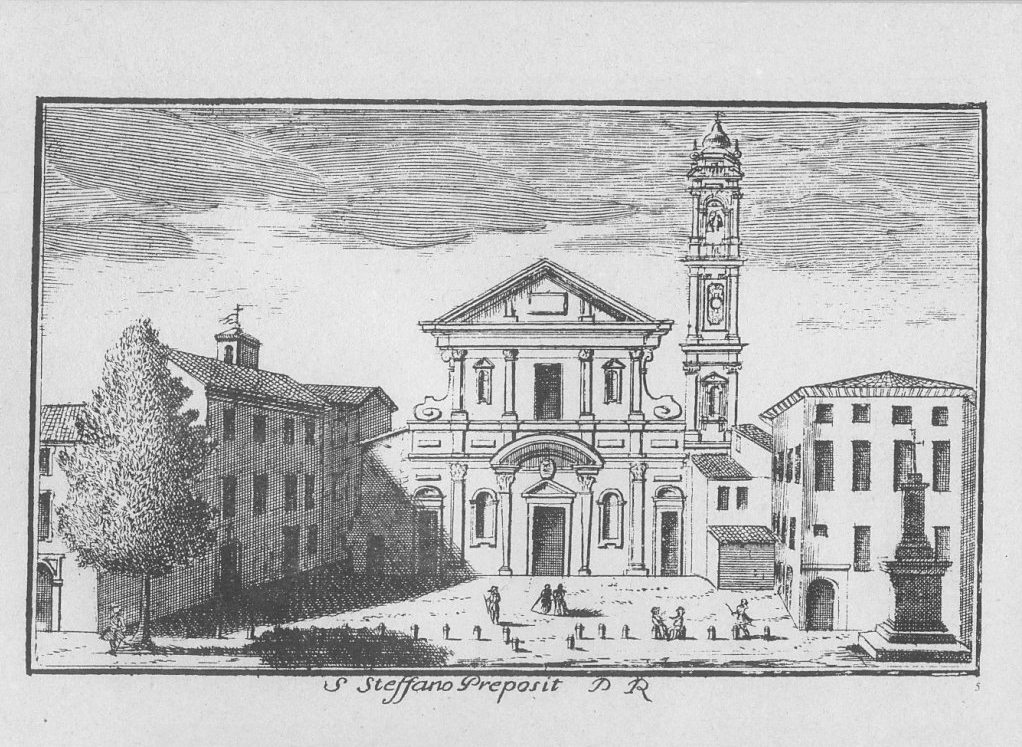
Piazza Santo Stefano um 1745

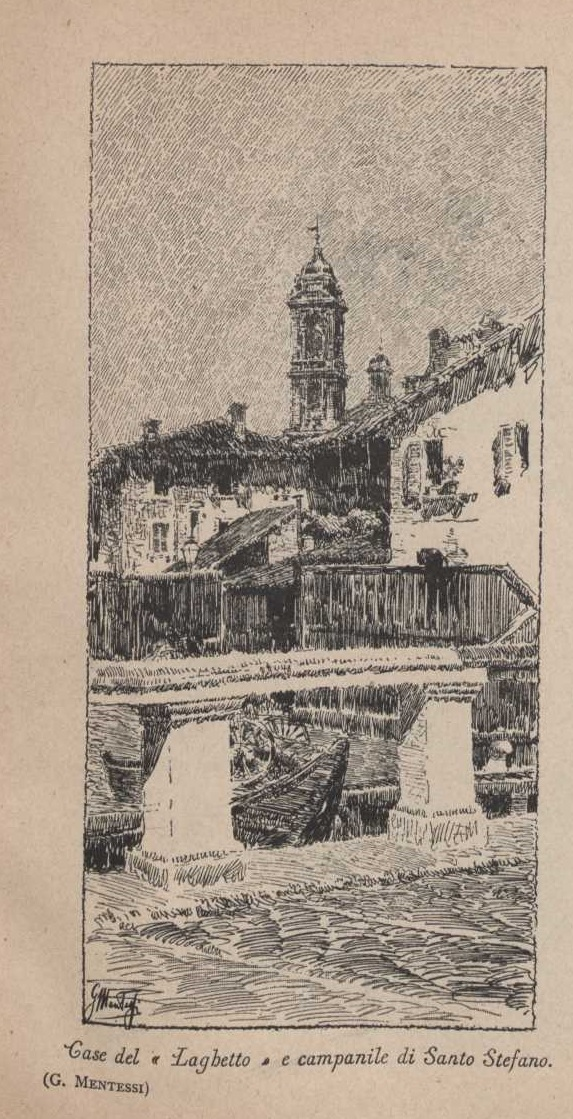
Laghetto-Häuser und Glockenturm von Santo Stefano maggiore im 19. Jahrhundert

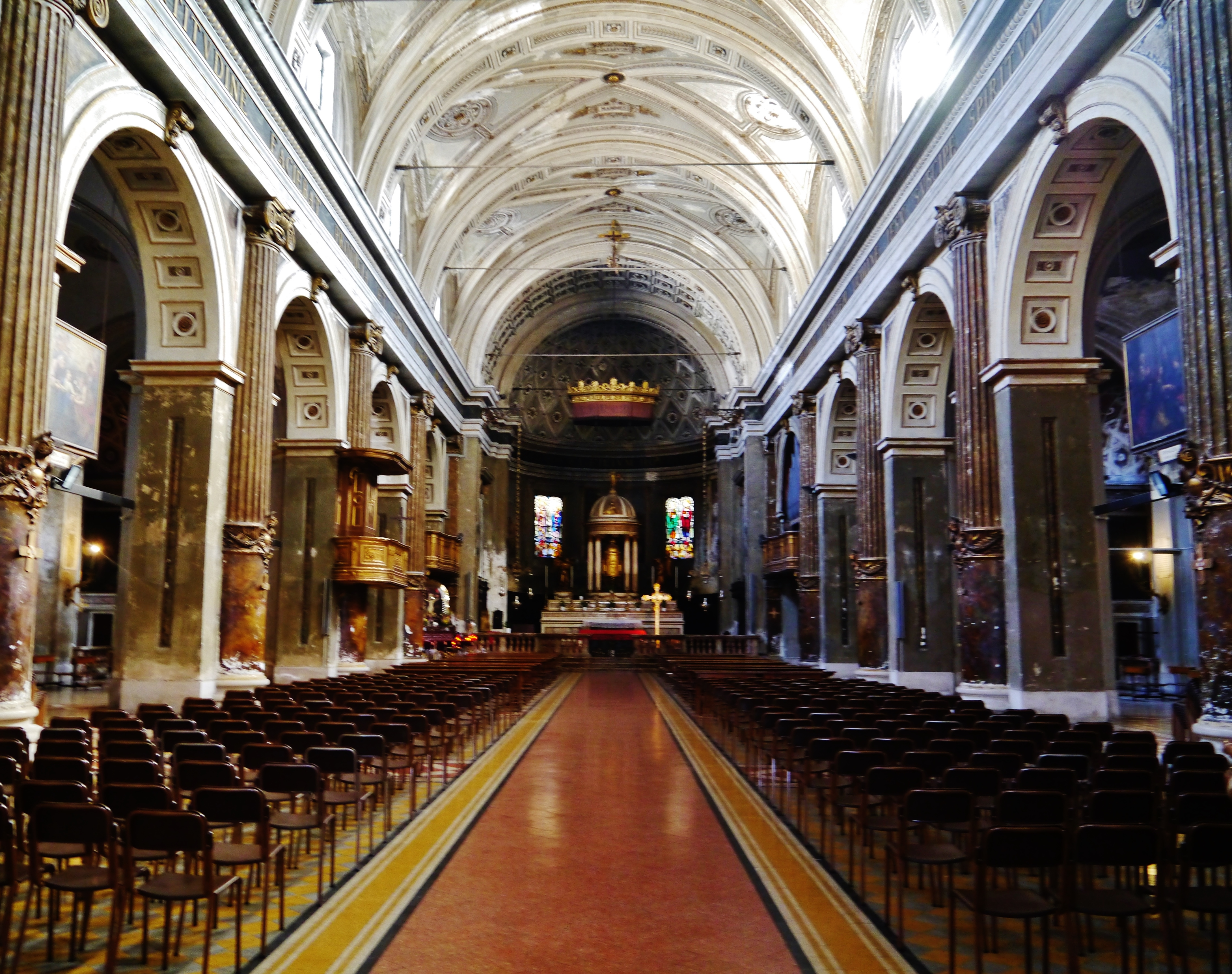
Langhaus innen

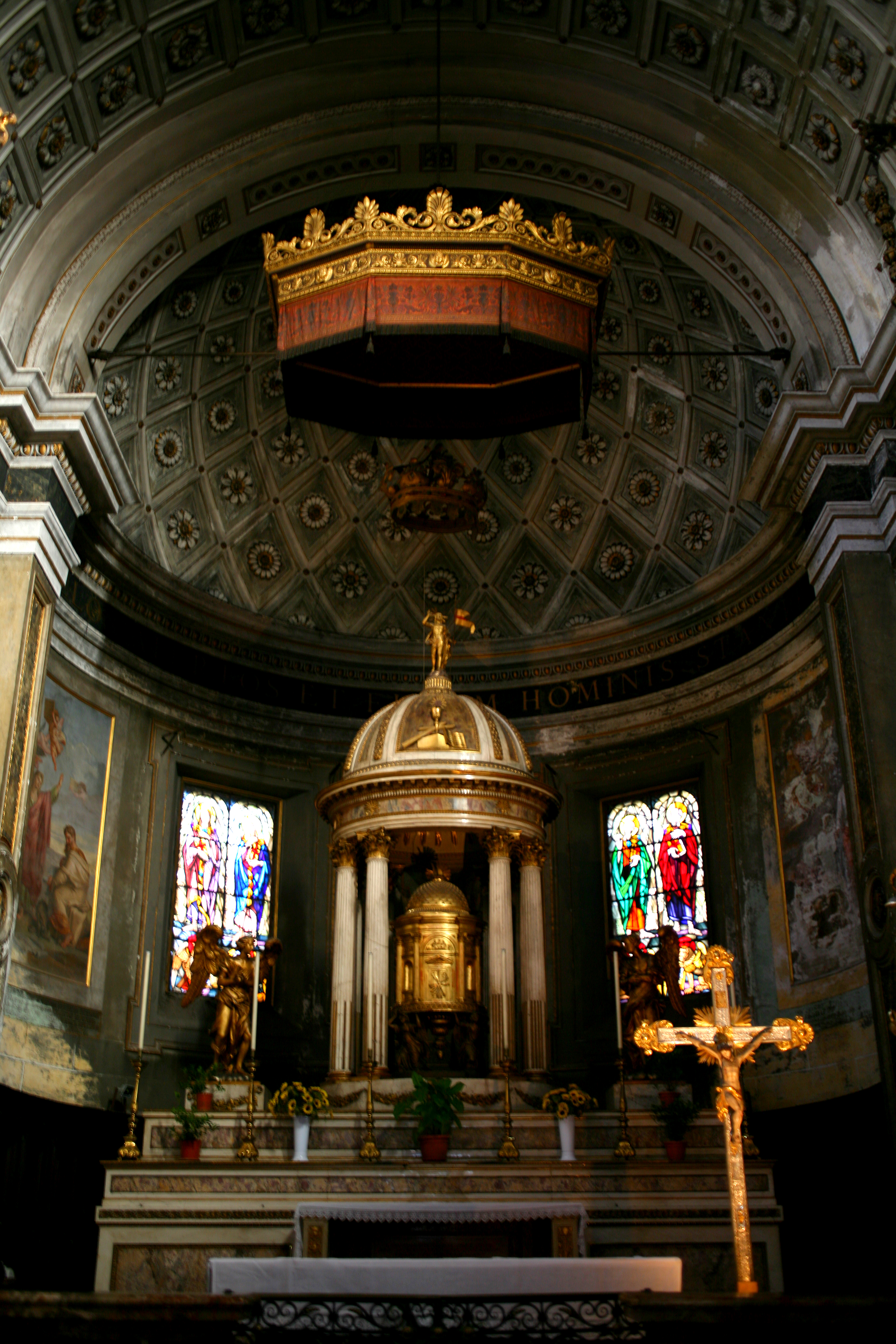
Hauptaltar

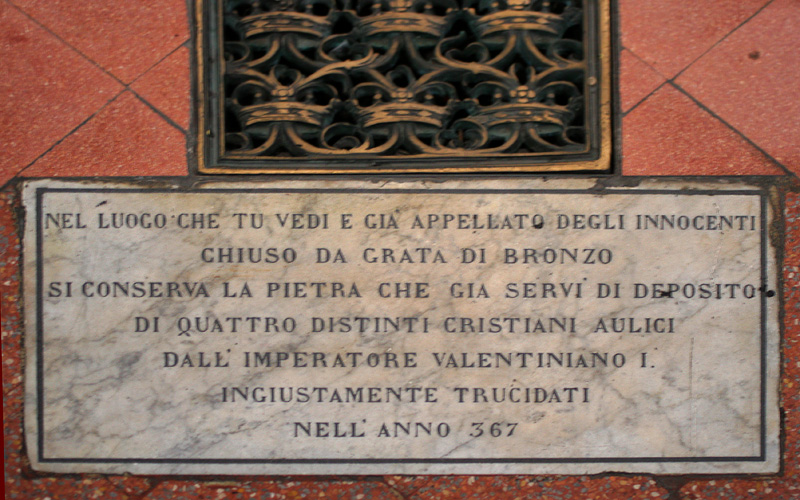
Gedenktafel für die christlichen Märtyrer im Inneren von Santo Stefano

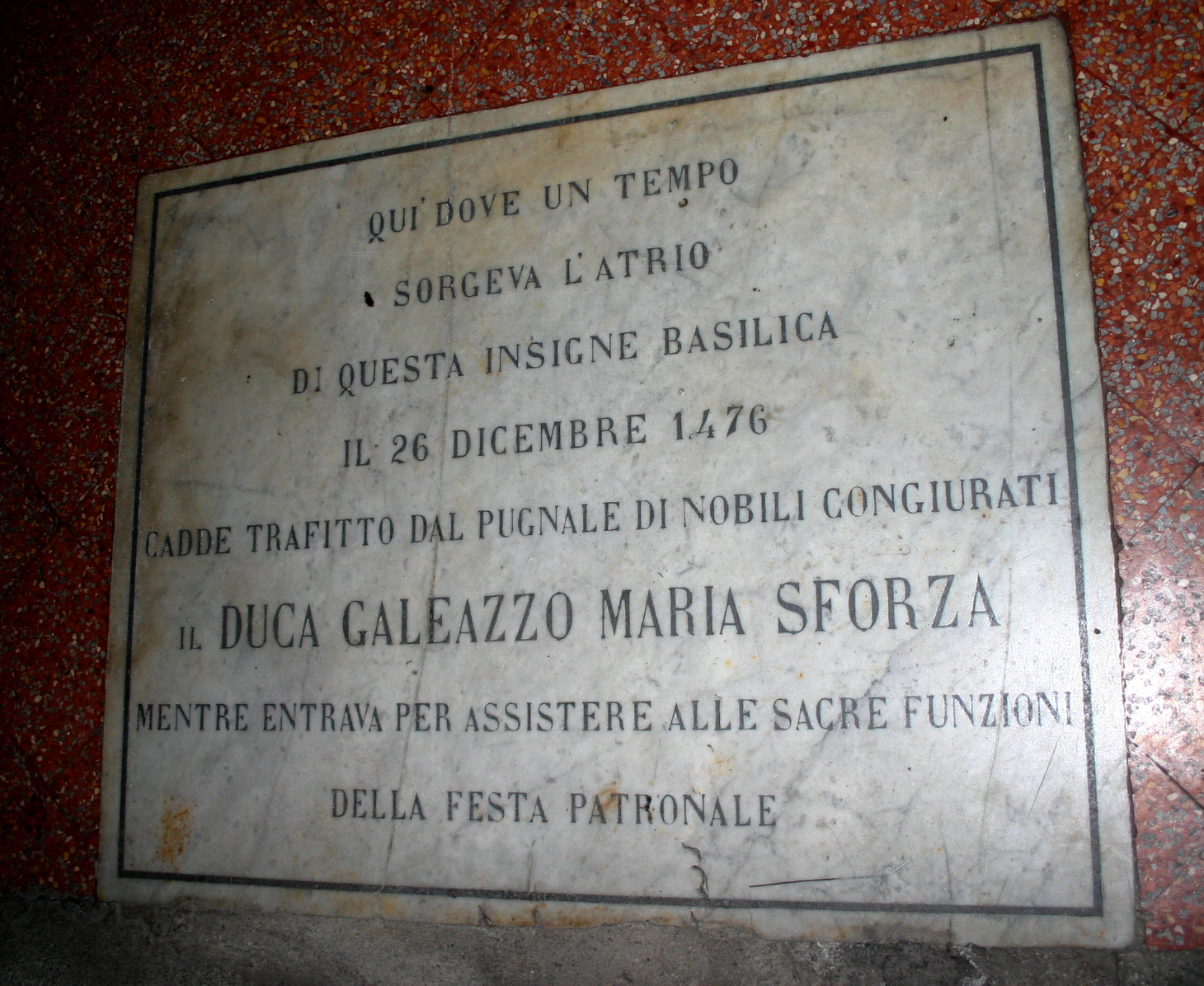
Gedenktafel zur Erinnerung an die Ermordung des Herzogs Galeazzo Maria Sforza

Die Kirche befindet sich heute auf der Piazza Santo Stefano im historischen Zentrum von Mailand.
Das ursprüngliche Gotteshaus, das um 417 auf Initiative des späteren Bischofs Martiniano Osio gegründet wurde, war dem Heiligen Zacharias geweiht und wurde an der Stelle errichtet, an der einst der so genannte „Stein der Unschuldigen“ aufbewahrt wurde, in dem der Überlieferung nach die Reliquien von vier christlichen Märtyrern aus dem vierten Jahrhundert aufbewahrt wurden, die unter Valentinian I. ihr Martyrium erlitten. Der heilige Stein wird noch immer in einer kleinen Kammer unter dem Pflaster aufbewahrt, an die eine im Hauptschiff sichtbare Gedenktafel erinnert.
Die Kirche aus dem 5. Jahrhundert wurde jedoch bei einem Brand im Jahr 1070 zerstört, so dass sie 1075 im romanischen Stil wieder aufgebaut und diesmal dem heiligen Stephanus dem Märtyrer geweiht wurde.
Im Jahr 1112 wurde die Kirche durch den Bau einer Vorhalle weiter verschönert, von der heute noch die einzige erhaltene Säule vor dem Glockenturm zu sehen ist.
Am 26. Dezember 1476 war das Atrium der Kirche Schauplatz der Ermordung des Herzogs Galeazzo Maria Sforza durch einige Verschwörer aus dem Mailänder Adel. Der Herrscher von Mailand war nämlich zur Feier des Schutzpatrons in die Basilika gekommen, und wie auf der im Pflaster eingelassenen Gedenktafel zu lesen ist, fand das historische Ereignis unmittelbar hinter dem Eingangsportal der Basilika statt.
Im Jahr 1531 wurde mit dem Bau der Kapelle der Familie Trivulzio im Inneren der Kirche begonnen, und 1567 wurden Pläne für den Bau einer neuen Hauptkapelle erstellt, die vom Heiligen Karl Borromäus persönlich gezeichnet, aber nie ausgeführt wurden. In die Kirche, in der bereits seit jeher die Leichname der Heiligen Martiniano Osio, Ausano und Mansueto, Erzbischöfe von Mailand, aufbewahrt wurden, überführte der Heilige Karl Borromäus auch die Leichname der Heiligen Leo, Arsazio, Marino, Mamete und Agapito.
Am 30. September 1571 wurde der Maler Michelangelo Merisi, besser bekannt als Caravaggio, dort getauft. Die Entdeckung des Taufscheins des Malers im Februar 2007 im Archiv der Basilika, das im Diözesanmuseum in der lombardischen Hauptstadt aufbewahrt wird, beendete endgültig einen langjährigen Streit unter den Forschern über die Frage, ob Caravaggio in der Provinz Bergamo oder tatsächlich Mailand seine wahre Heimatstadt war.
Ab dem 27. Juli 1594 wurde die Kirche auf Initiative von Erzbischof Kardinal Federico Borromeo einer Reihe von neuen Umbauten unterzogen, die in den folgenden Jahrhunderten fortgesetzt wurden, darunter
- Vergrößerung der Apsis und des Hochaltars (Anfang des 17. Jahrhunderts)
- Verlängerung des Kirchenschiffs und Umbau der Fassade im Barockstil (Mitte des 17. Jahrhunderts)
- nach dem Einsturz im Jahr 1642, Wiederaufbau des Glockenturms durch den Luganeser Architekten Gerolamo Quadrio (Ende des 17. Jahrhunderts)
- Bau der Sakristei (Anfang des 18. Jahrhunderts)
- Modernisierung mehrerer Kapellen (Anfang des 19. Jahrhunderts)
- Restaurierung des unteren Ordens (Ende des 19. Jahrhunderts)

Die Glasfenster in der Apsis, welche die Evangelisten darstellen, und vier Glasfenster in den Kapellen der Seitenschiffe (Himmelfahrt, Ankleiden des Heiligen Stephanus, Verkündigung, Jüngstes Gericht) wurden zwischen 1960 und 1965 von der Glasmalerin Amalia Panigati geschaffen. Das Glasfenster mit der Darstellung der Kreuzigung über dem Altar, welcher der Schmerzensmutter gewidmet ist, wurde hingegen 1898 von Costante Panigati gemalt.